# Panikla (stacja kolejowa)
Panikla (ros. Паникля) – stacja kolejowa w miejscowości Panikla, w rejonie nielidowskim, w obwodzie twerskim, w Rosji. Położona jest na linii Moskwa - Siebież.